# Packet Tracer
Packet Tracer de Cisco es un programa de simulación de redes que permite a los estudiantes experimentar con el comportamiento de la red y resolver preguntas del tipo «¿qué pasaría si...?». 

## Características de Packet Tracer
La versión actual soporta un conjunto de Protocolos de capa de aplicación simulados, al igual que enrutamiento básico con RIP, OSPF y EIGRP.
Aunque Packet Tracer provee una simulación de redes funcionales, utiliza solo un pequeño número de características encontradas en el hardware real corriendo una versión actual del Cisco IOS. Packet Tracer no es la solución más adecuada para redes en producción.
En este programa se crea la topología física de la red simplemente arrastrando los dispositivos a la pantalla. Luego haciendo clic sobre ellos se puede ingresar a sus consolas de configuración y al CLI. Allí están soportados todos los comandos del Cisco IOS e incluso funciona el "tab completion". Una vez completada la configuración física y lógica de la red, también se pueden hacer simulaciones de conectividad (pings, traceroutes) todo ello desde las mismas consolas incluidas.
Una de las grandes ventajas de utilizar este programa es que permite "ver" (opción "Simulation") cómo deambulan los paquetes por los diferentes equipos (switchs, routers, PCs), además de poder analizar de forma rápida el contenido de cada uno de ellos en las diferentes "capas"y "datos".
Además tiene diversos módulos para extender sus capacidades, como por ejemplo conexión con Moodle.

## Packet Tracer 6.2 - Nuevas Características
Incluye correcciones de bugs y características nuevas:
- Nuevos dispositivos: Cisco 819 router, Cell Tower, CO server, Sniffer
- Nueva capacidad para agregar dispositivos directamente en la vista física
- El servidor HTTP ahora soporta JavaScript y CSS
- El servidor FTP puede manejar archivos utilizados en el servidor HTTP
- Soporte de comandos IOS mejorado para todos